# Гундич Ігор Петрович
Ігор Петрович Гундич (нар. 28 грудня 1975, Житомир (за іншими даними — село Буряки Бердичівського району Житомирської області)) — український політик, з 2016 по 2019 рік голова Житомирської обласної державної адміністрації.

## Життєпис
У вересні 1991 — червні 1995 р. — студент Житомирського агротехнічного коледжу. У вересні 1996 — червні 2001 р. — студент Житомирського інженерно-технологічного інституту. У 2001 році закінчив Житомирський інженерно-технологічний інститут за спеціальністю «Менеджмент організацій» та отримав кваліфікацію менеджера-економіста.
У березні 2003 — лютому 2004 р. — завідувач кормового двору приватного підприємства «Південне» у селі Буряки Бердичівського району Житомирської області.
У липні 2005 — травні 2006 р. — керівник виконавчого комітету Житомирської міської організації Політичної партії Народний Союз «Наша Україна».
У травні 2006 — листопаді 2010 р. — заступник Житомирського міського голови з питань діяльності виконавчих органів ради.
У жовтні 2012 — квітні 2016 р. — директор товариства з обмеженою відповідальністю «Елітне» у селі Буряки Бердичівського району Житомирської області.
29 квітня 2016 — жовтень 2016 р. — заступник голови Житомирської обласної державної адміністрації.
1 вересня — 27 жовтня 2016 р. — тимчасовий виконувач обов'язків голови Житомирської обласної державної адміністрації.
27 жовтня 2016 — 24 червня 2019 р. — голова Житомирської обласної державної адміністрації.

## Громадська діяльність
Займався громадською діяльністю зі студентських років. У 1999 році очолив молодіжну організацію «Молодий Рух Житомира». У січні — травні 2000 р. — заступник голови Житомирської обласної комісії з проведення Референдуму.
У 2004—2005 роках, під час Помаранчевої революції, був координатором наметового містечка від Житомирської області. Після Помаранчевої революції брав активну участь у створенні та розбудові Житомирської міської організації Народний Союз «Наша Україна».
У 2005—2007 роках очолював Житомирську регіональну організацію Всеукраїнської молодіжної громадської організації «Молодіжний Союз Наша Україна».

## Нагороди
Грамота від Президента України «За активну участь у Помаранчевій революції», іменний годинник Президента України, відзнака Міністерства оборони України «За сприяння збройним силам України».

## Родина
Сімейний стан: одружений. Має двох синів.